# Caapiranga
Caapiranga is een gemeente in de Braziliaanse deelstaat Amazonas. De gemeente telt 11.170 inwoners (schatting 2009).
De gemeente grenst aan Novo Airão, Codajás, Beruri en Anori.